# Бръснач на Окам
Бръсначът на О̀кам е най-разпространеното наименование на принципа за простотата в науката. Съгласно този принцип, от множеството теории, които обясняват един и същ проблем еднакво добре (ceteris paribus), за предпочитане е най-простата, т.е. тази, която използва най-малко предположения.

## Подробно обяснение
Това правило е наречено на името на Вилхелм от Окам или Уилям Окам (Wilhelm of Ockham, живял ок. 1280/1285 – 1349), но идеята е много по-стара и следи от нея се откриват още у Аристотел. Окам не е формулирал този принцип, но го е използвал в писанията си. Терминът „бръснач на Окам“ се появява за пръв път през XIX век в трудовете на английския математик Уилям Хамилтон.

## Простото е най-добро
Най-известната формулировка гласи, че „бройката не трябва да се увеличава извън необходимото“ или: „Не умножавай същностите повече от необходимото“ (на латински: Entia non sunt multiplicanda praeter necessitatem или sine necessitate.) Този принцип е формулиран през 1654 г. от философа Йохан Клауберг (1622 – 1665). Просто обяснено, той означава две неща:
1. От множество теории, които обясняват едно и също нещо, трябва да се предпочете най-простата.
2. Изграждането на вътрешните зависимости на една теория по възможност трябва да се прави просто.

Допълнението „бръснач“ е метафора: Най-простото обяснение е за предпочитане, останалите се изрязват като с бръснач. Бръсначът на Окам днес е основен принцип в научната методика.

## Обсъждане
При бръснача на Окам няма точна дефиниция на просто и, съответно сложно. Става въпрос не толкова за простото разбиране на модела на обяснение, колкото за вида и качеството на необходимите непроверими предположения.
Пример: След буря се вижда повалено дърво. От наблюденията „буря“ и „повалено дърво“ се извлича простата хипотеза, че „дървото е повалено от силен вятър“. Тази хипотеза изисква единствено предположението, че вятърът е повалил дървото, не метеор или слон.
Алтернативната хипотеза: „Дървото беше прекършено от диви, 200 метра високи извънземни“ съгласно бръснача на Окам е безполезна, тъй като тя, противно на първата, изисква множество допълнителни предположения. Например съществуването на извънземни, тяхната способност и воля да пропътуват междузвездни пространства, способността за преживяване на 200 м високи същества при земното привличане, и т.н.
Бръсначът на Окам не посочва коя от тезите е вярна, само показва коя изглежда по-правдоподобна при директно сравнение. Както Карл Попър твърди, по-простата теория е за предпочитане, тъй като има по-голямо емпирично съдържание и се фалсифицира (опровергава) по-лесно.

## Цитати
- „Правѝ нещата толкова просто, колкото е възможно, но не по-просто.“ (Алберт Айнщайн)
- „Прогресът е пътят от примитивното през сложното към простото.“ (Вернер фон Браун)